# Grb Gvajane
Grb Gvajane usvojio je parlament 25. veljače 1966. Sastoji se od štita na kojem se nalazi vodeni ljiljan, tri plave linije koje simboliziraju tri glavne rijeke u Gvajani i nacionalna ptica hoacin. Iznad štita je kruna koja simbolizira starosjedilački narod. Štit pridržavaju dva jaguara koji također drže i sjekiru, šećernu trsku i struk riže. Ispod štita je traka s natpisom "One people, One Nation, One Destiny" (Jedan narod, Jedna nacija, Jedna sudbina).

## Također pogledajte
- Zastava Gvajane